# Апер Сент Клер (Пенсилванија)
Апер Сент Клер (енгл. Upper St. Clair) насељено је место без административног статуса у америчкој савезној држави Пенсилванија.

## Демографија
По попису из 2010. године број становника је 19.229, што је 824 (-4,1%) становника мање него 2000. године.
| Група             | 2000.          | 2010.          |
| Белци             | 18.826 (93,9%) | 17.523 (91,1%) |
| Афроамериканци    | 136 (0,7%)     | 152 (0,8%)     |
| Азијати           | 806 (4,0%)     | 1.097 (5,7%)   |
| Хиспаноамериканци | 157 (0,8%)     | 254 (1,3%)     |
| Укупно            | 20.053         | 19.229         |